# Capsule spatiale
 (septembre 2020).

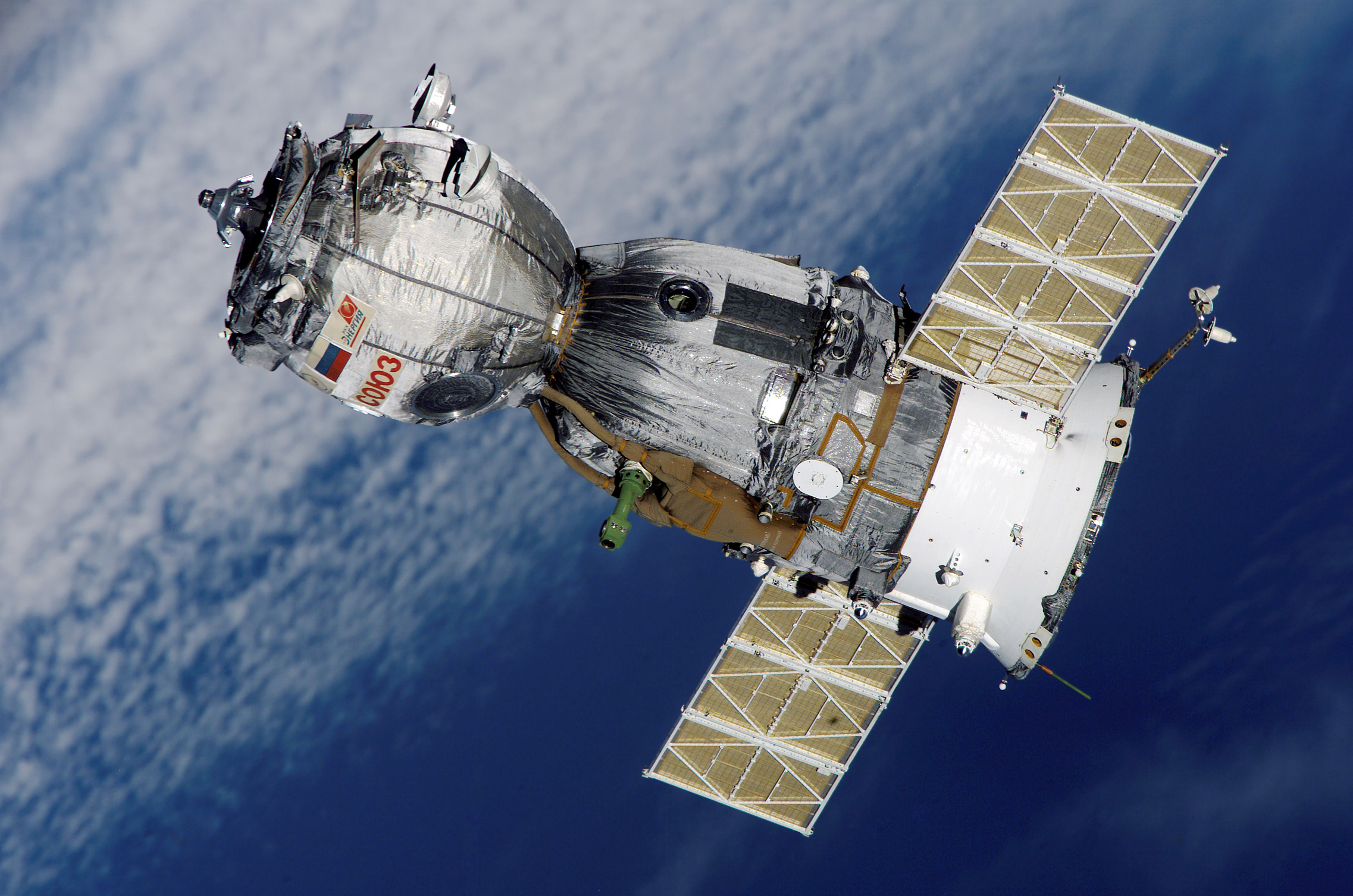
Capsule Soyouz prise en photo depuis la Station spatiale internationale.

Une capsule spatiale désigne dans le domaine de l’aéronautique un engin spatial habitable permettant de se rendre dans l’espace grâce à une fusée, puis de retourner sur Terre. Le principe est de mettre un être vivant dans un environnement pressurisé permettant le fonctionnement normal des instruments et de ses occupants. 

## Caractéristiques générales
Une capsule est généralement composée de deux ou trois modules :
- le module de commande est le lieu de vie et de contrôle de la capsule ;
- le module de service sert principalement au stockage des réservoirs du carburant pour les moteurs, d’oxygène pour que l’équipage puisse respirer, des instruments scientifiques et des batteries et un système de production d'énergie, pour la production d’électricité nécessaire au fonctionnement de la capsule ;
- le troisième module peut être ajouté sur la capsule, comme sur le Soyouz. C’est le module orbital. Il sert au stockage du matériel de l’équipage et de lieu de vie, ainsi qu'à réaliser des expériences. Il est généralement largué lors de la rentrée atmosphérique.

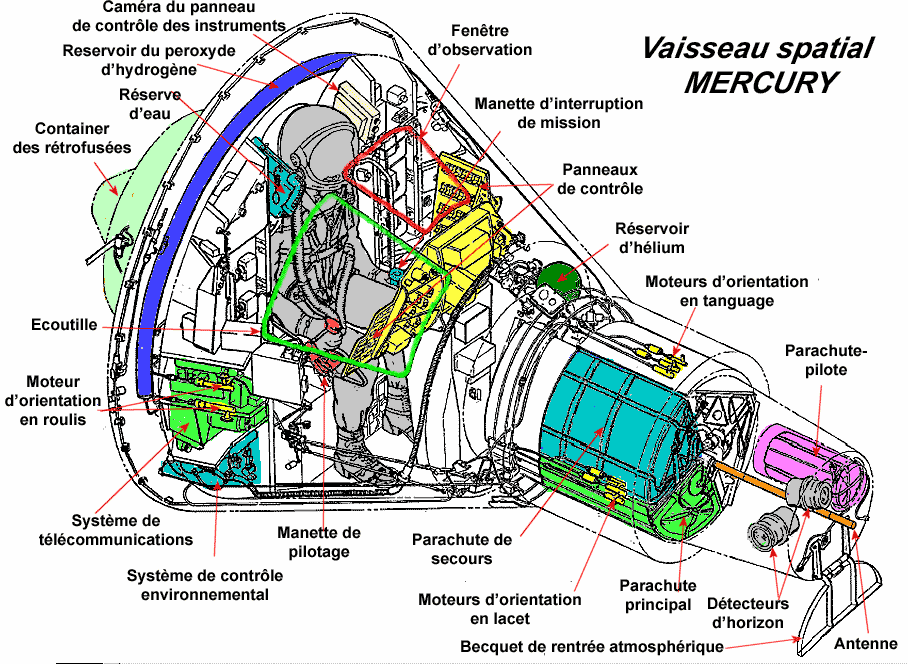
Schéma d’une capsule Mercury. Le vaisseau contient les modules de commande et de service en une seule pièce.

### Éléments du module de commande
- Des parachutes servent à ralentir la capsule dans la basse atmosphère. Il y a généralement un parachute de secours au cas où le parachute principal viendrait à mal fonctionner. C’est ce qui s’est passé pour Soyouz 1, la capsule n’était pas équipée d'un parachute de secours. En avril 1967, le parachute de Soyouz 1 se mit en torche, entraînant le décès de Vladimir Komarov.

- Un bouclier thermique sert de protection contre les frottements de l’air, qui provoquent une chaleur extrême lors de la rentrée atmosphérique.
- Un port d’amarrage sert à transférer l’équipage de la capsule vers un autre vaisseau.
- Un sas de sortie extravéhiculaire est rare sur les capsules à cause de sa taille. La première capsule à posséder un sas de sortie est la capsule Voskhod, lors de la mission 2 qui a permis la première sortie dans l’espace. Certaines de ces sorties nécessitent la dépressurisation complète de la capsule.
- Un système de sauvetage sert lors de problèmes techniques de la capsule au décollage et à l’atterrissage. Ce sont généralement des tours de sauvetage (larguées dans la haute atmosphère de la Terre au décollage quand elles ne possèdent plus d’utilité) ou, sur les capsules plus anciennes, des sièges éjectables. La Crew Dragon possède des moteurs de sauvetage sur les côtés de la capsule.

### Éléments du module de service
- Un système de propulsion sert au déplacement et aux manœuvres de la capsule.
- Les batteries servent de réserve d’électricité quand la capsule passe du côté de la Terre ou de la Lune opposé au Soleil.
- Un système de production d’électricité. Il s'agit généralement de panneaux solaires[1] ou, plus anciennement, des piles à combustible[2].
- Des instruments scientifiques servent principalement à faire des relevés et des expériences.

## Histoire des capsules à travers le monde

### Capsules russes

#### Spoutnik-2

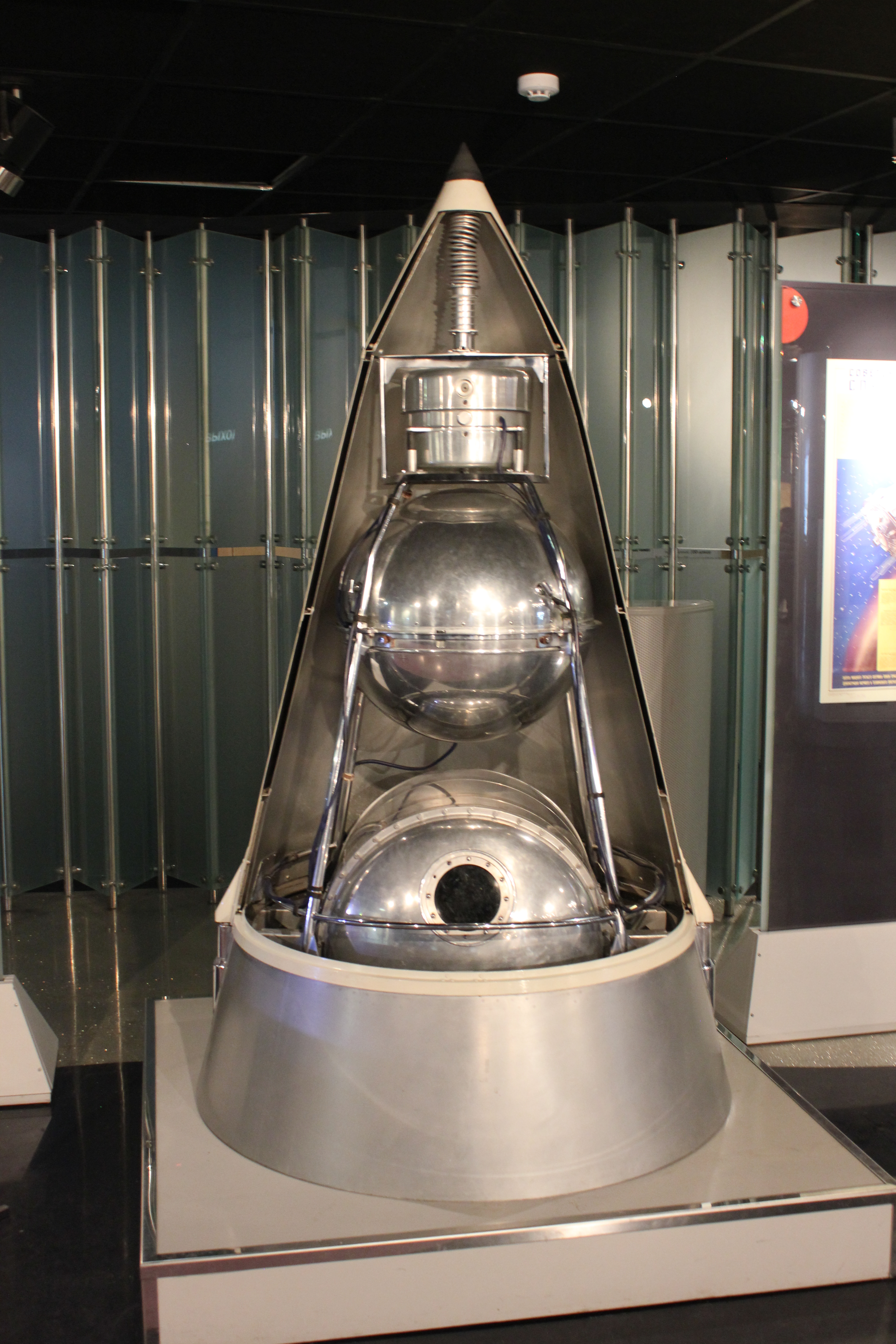
Réplique de Spoutnik 2 au Musée mémorial de l'astronautique.

Spoutnik 2 (Спутник-2, qui veut dire Satellite 2 en russe) est un modèle unique. Elle devait mettre la chienne Laïka en orbite basse. La mission est un échec à la suite d'un incident lors de la manœuvre de détachement de l'étage central de la fusée, qui provoqua la défaillance du système de régulation de la température. Laïka mourut alors de chaleur après sept heures de vol.
La capsule est un cône de 508 kg de deux mètres de largeur sur quatre mètres de longueur. La capsule a été lancée dans une R-7 Semiorka, un missile balistique intercontinental.
La capsule comporte un instrument pour la mesure de radiation dans la pointe de la capsule. En dessous, se trouve la sphère pressurisée contenant l'équipement radio, dérivée de celle du premier Spoutnik. La base du cône accueillit Laïka, avec l'isolation thermique, l'eau, la nourriture, le recyclage de l'air et la gestion des déchets de la chienne.

#### Vostok

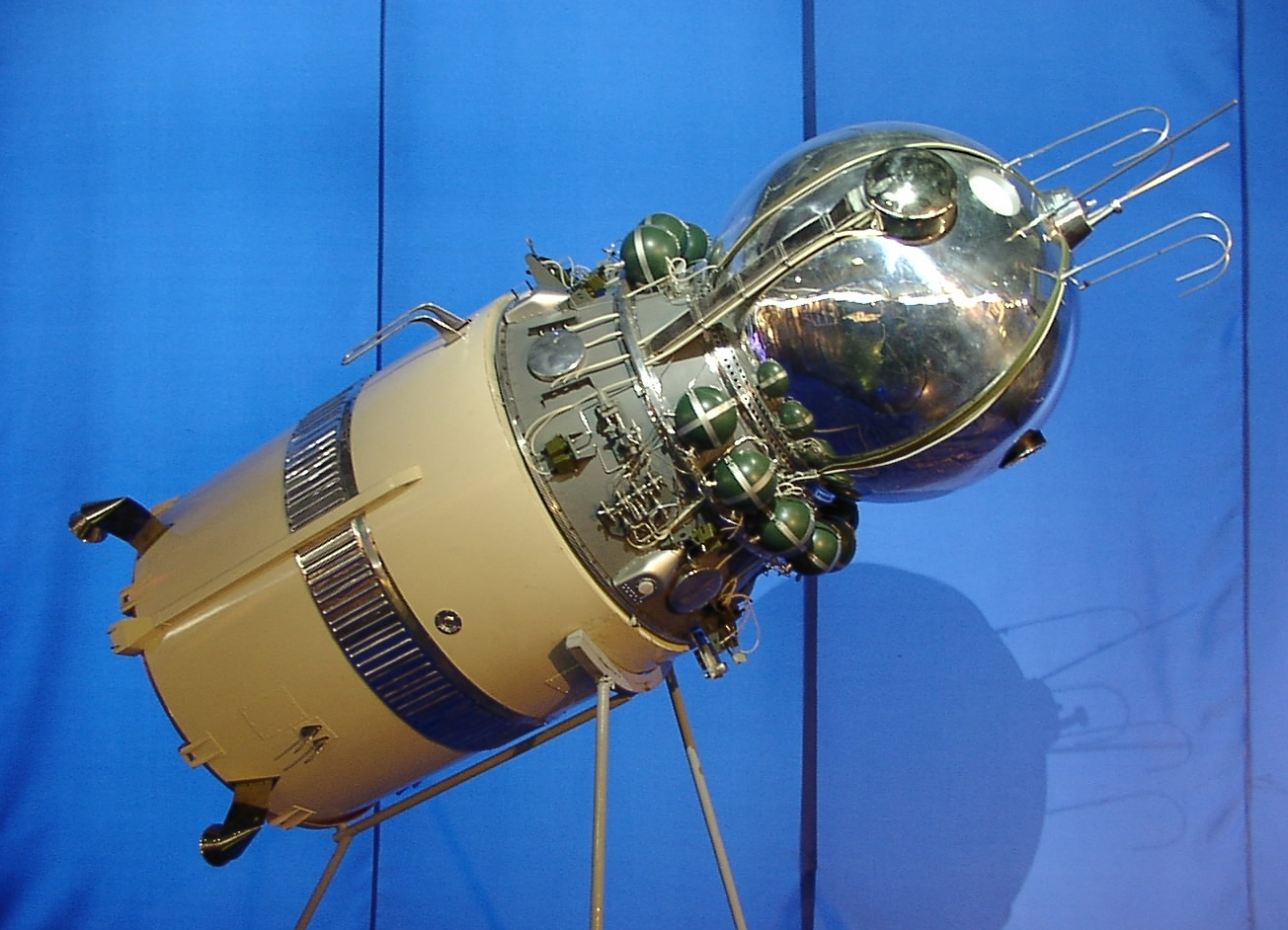
Maquette de la capsule. La capsule est sur l’étage E de la fusée Vostok.

Vostok (Восток, qui veut dire Est en russe) est la première capsule pouvant transporter un humain dans l’espace. La première mission fut une réussite (c'est le vol de Youri Gagarine). Cinq autres vols ont eu lieu. La capsule fut remplacée par la Voskhod pour les missions avec un équipage comportant plusieurs cosmonautes. 
La capsule est divisée en deux modules : le module de commande, sphérique, pesant 2,46 tonnes et ayant un diamètre de 2,3 mètres, qui héberge le cosmonaute, les instruments et le système de sauvetage. Le module de service, de forme conique, pèse 2,27 tonnes et mesure 2,25 mètres de long pour un diamètre à la base de 2,3 mètres. Il contient le carburant et les moteurs. Vostok ne dispose pas de moteur lui permettant de modifier son orbite. La capsule est lancée sur une R-7 (8K71), une version améliorée de la R-7 Semiokra.
Une rétro-fusée est installée sur le module de service et sert uniquement à la désorbitation de la capsule. Le siège est éjectable, équipé d’un parachute, si la capsule venait à dysfonctionner lors du décollage ou lors de la rentrée atmosphérique en basse atmosphère. Elle est activée à sept kilomètres avant l’atterrissage, car les parachutes sont insuffisants pour ralentir la capsule, ce qui pourrait blesser le cosmonaute.

#### Voskhod 1 et 2

Voskhod 1 et 2. Le sas est bien visible.

Voskhod (Восхо́д, qui veut dire aube en Russe) est une évolution de la capsule Vostok. Elle pouvait transporter jusqu’à trois cosmonautes. Seules deux missions habitées ont été réalisées. Les missions étaient très risquées car aucune tour de sauvetage et aucun siège éjectable et de scaphandre de sécurité n’ont été installés sur la capsule. Deux versions ont été développées :
- la version triplace (3KV) utilisée pour Voskhod 1 ;
- la version 3KD utilisée pour Voskhod 2, équipée d'un sas permettant une marche dans l'espace. La coiffe a dû être modifiée pour s’adapter au sas.

Les deux capsules sont lancées sur une fusée Voskhod, une évolution du R-7 Semiokra : 
- Voskhod 1 est la première mission de cette capsule. Elle est la première capsule à avoir trois cosmonautes à son bord, ce qui est un record ;
- Voskhod 2 était la première mission où un homme, Alexeï Leonov, s’aventure dans l’espace avec un scaphandre. Un problème est survenu quand la combinaison du cosmonaute a commencé à gonfler dans le vide spatial à cause du différentiel de pression entre le vide spatial et l’intérieur de la combinaison. Alexeï Leonov parvint alors à libérer un peu de gaz de sa combinaison et a pu retourner dans le sas. La sortie extravéhiculaire a duré douze minutes.

Les Voskhod seront remplacés en 1967 par le Soyouz, une capsule plus moderne.

#### Soyouz (Soyouz-MS)
Le Soyouz (Союз, qui veut dire Union en russe) est la capsule russe utilisée depuis 1967. Actuellement, elle sert uniquement à transférer les astronautes vers la Station spatiale internationale. 
Le Soyouz-MS est la version la plus récente, une modification du Soyouz-TMA en service depuis 2016. Le vaisseau possède trois modules au lieu de deux. La capsule pèse 7,25 tonnes, mesure 10 mètres de hauteur et 2,65 mètres de largeur. Elle peut emporter jusqu’à trois membres d'équipage à son bord. 
La capsule est lancée depuis un lanceur Soyouz 2.1a  l’évolution la plus poussée de la R-7 Semiokra. La capsule possède un système de type sonde-cône pour s’arrimer à d’autres engins spatiaux. Contrairement à la capsule Voskhod, le Soyouz possède une tour de sauvetage au décollage.

### Capsules américaines

#### Capsule Mercury

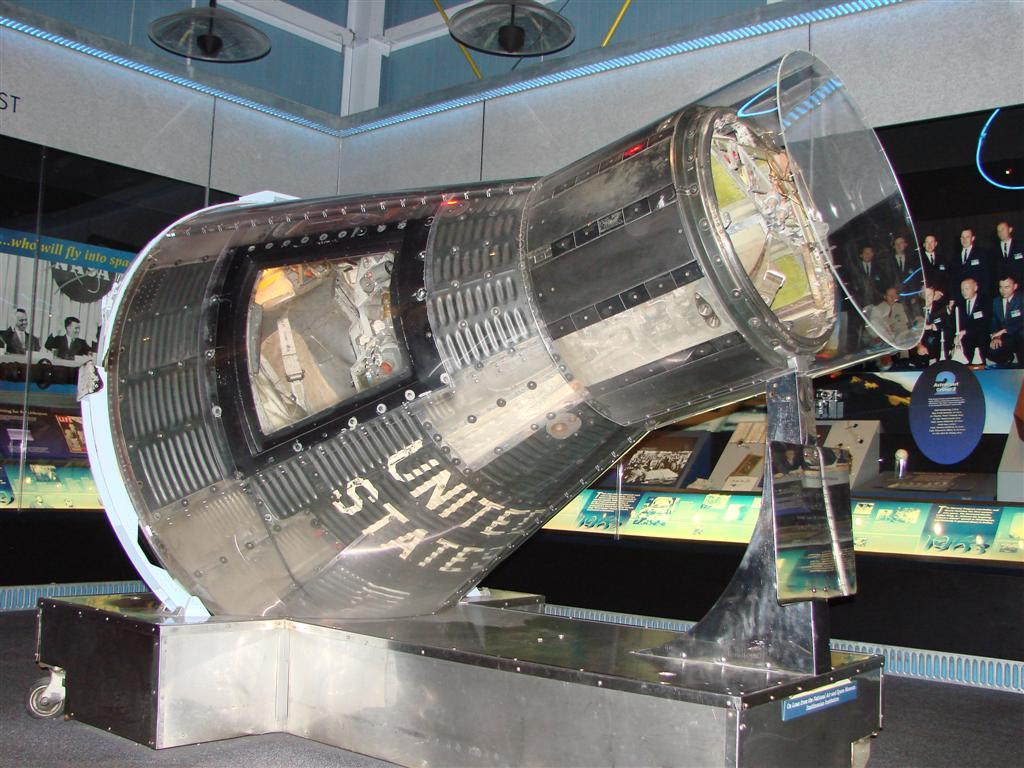
La capsule Mercury 8.

La capsule Mercury est la première capsule américaine habitable permettant de concurrencer les capsules Vostok des Russes. Elle ne pouvait embarquer qu’une personne. Elle est lancée sur un missile balistique Redstone puis Atlas. 
Seuls six vols de cette capsule ont eu lieu. La capsule mesure 1,89 mètre de largeur sur 3,34 mètres de hauteur. Elle pèse environ 1,5 tonne. Une tour de sauvetage est utilisée sur la capsule. Contrairement aux autres capsules, la Mercury possède à la fois le module de commande et le module de service. Elle sera remplacée par la capsule Gemini.

#### Capsule Gemini

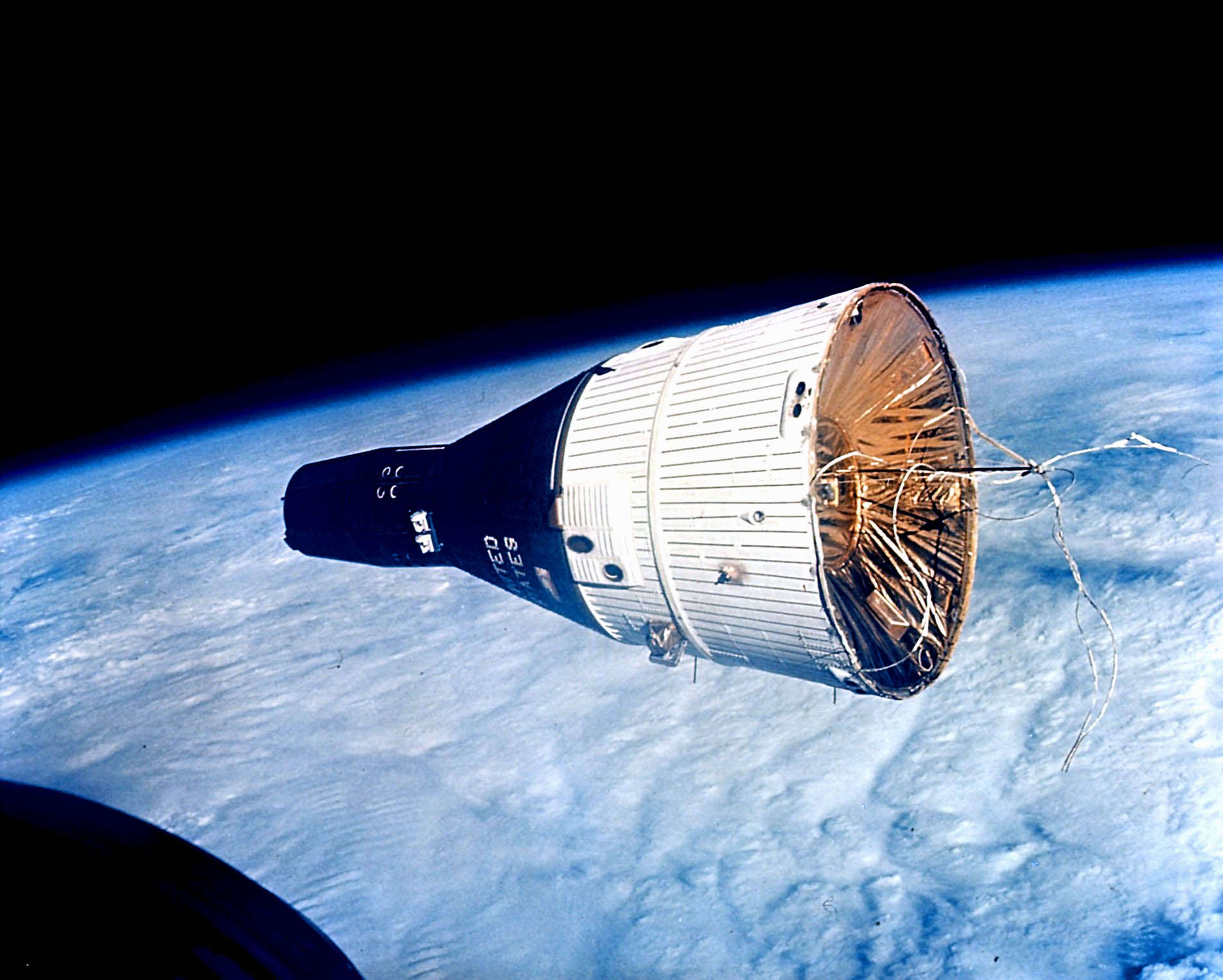
La capsule Gemini en orbite.

La capsule Gemini est le successeur de la Mercury. Elle pouvait transporter deux astronautes à son bord. Les sièges étaient éjectables. La capsule est cette fois divisée en deux parties distinctes : le module de commande et un module de service, lui même séparé en deux sections : la section des rétrofusées et la section des équipements.  
La capsule est lancée sur une GLV Titan II, une modification du missile balistique LGM-25C Titan II. La capsule mesure 5,8 mètres de haut, 3,85 mètres de large et pèse 3,85 tonnes. Il y a eu douze vols, deux fois plus que la Mercury. 

#### Apollo

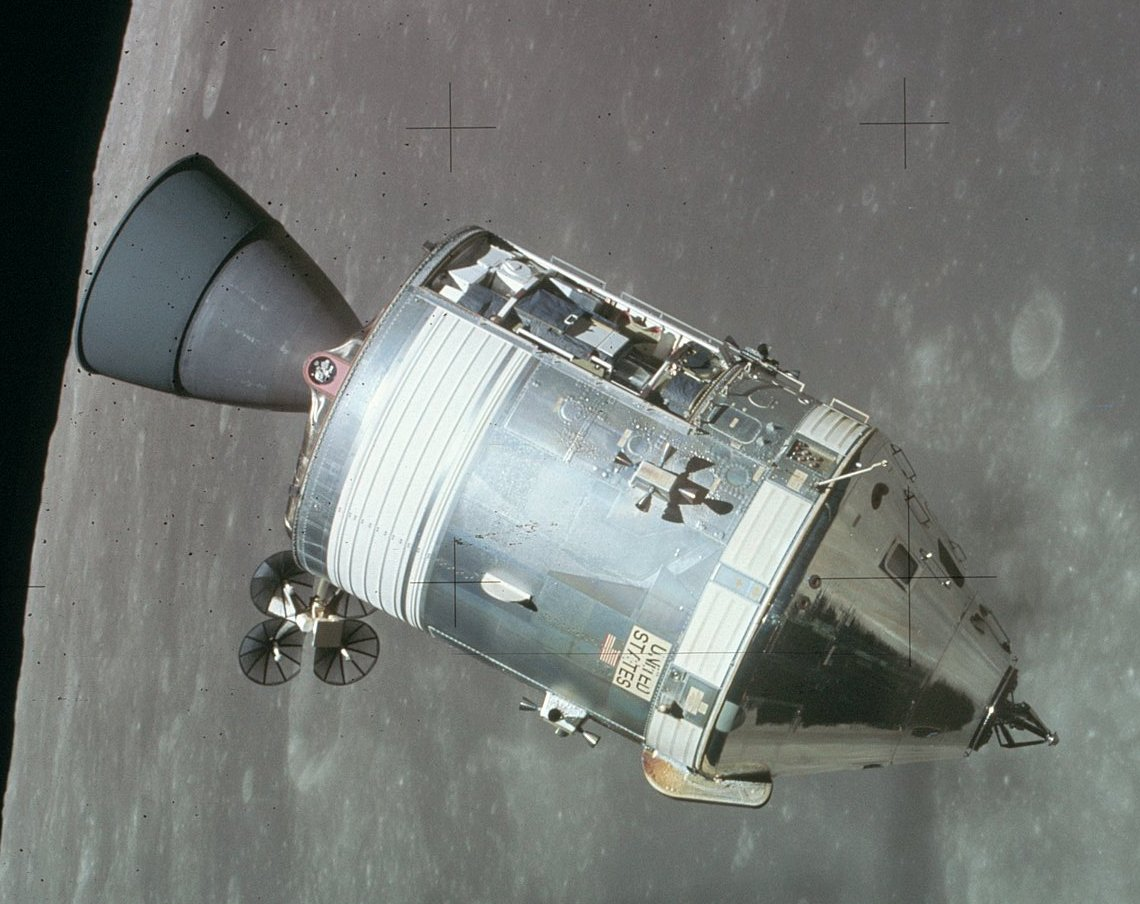
La capsule Apollo en orbite autour de la Lune.

Le module Apollo est la capsule américaine servant au programme Apollo, qui consiste à envoyer des hommes sur la Lune avant les Russes.  
La capsule peut transporter trois astronautes. Elle possède une tour de sauvetage. Elle possède une écoutille du type sonde-cône pour s’amarrer au LEM, le module d’alunissage. Lors des missions, deux des trois membres d’équipage montent dans le LEM alors que le dernier reste en orbite dans la capsule. Le module Apollo et le LEM sont lancés sur une Saturn V pour les missions ou une Saturn IB pour les tests en orbite. 
Deux accidents ont eu lieu  :
- Apollo 1 : trois semaines avant le décollage, les astronautes sélectionnés s'exercent dans le module Apollo quand, cinq heures après le début de l'exercice, un système électrique défaillant prend feu et un incendie se déclenche. Les astronautes essayent sans succès de sortir. L'ouverture de l'écoutille prend normalement plus de deux minutes. Les secours n'arrivent pas à temps et les astronautes meurent ;
- Apollo 13 : lors du voyage de la Terre à la Lune, le module de service explose à cause d’un problème technique. Les astronautes ne peuvent effectuer leur mission et se réfugient dans le LEM. Ils réussissent à retourner sur Terre après de dangereuses manœuvres.

La capsule mesure 11 mètres de haut, 3,9 mètres de large et pèse 30,37 tonnes. Dix-sept missions ont lieu au total.

#### Crew Dragon

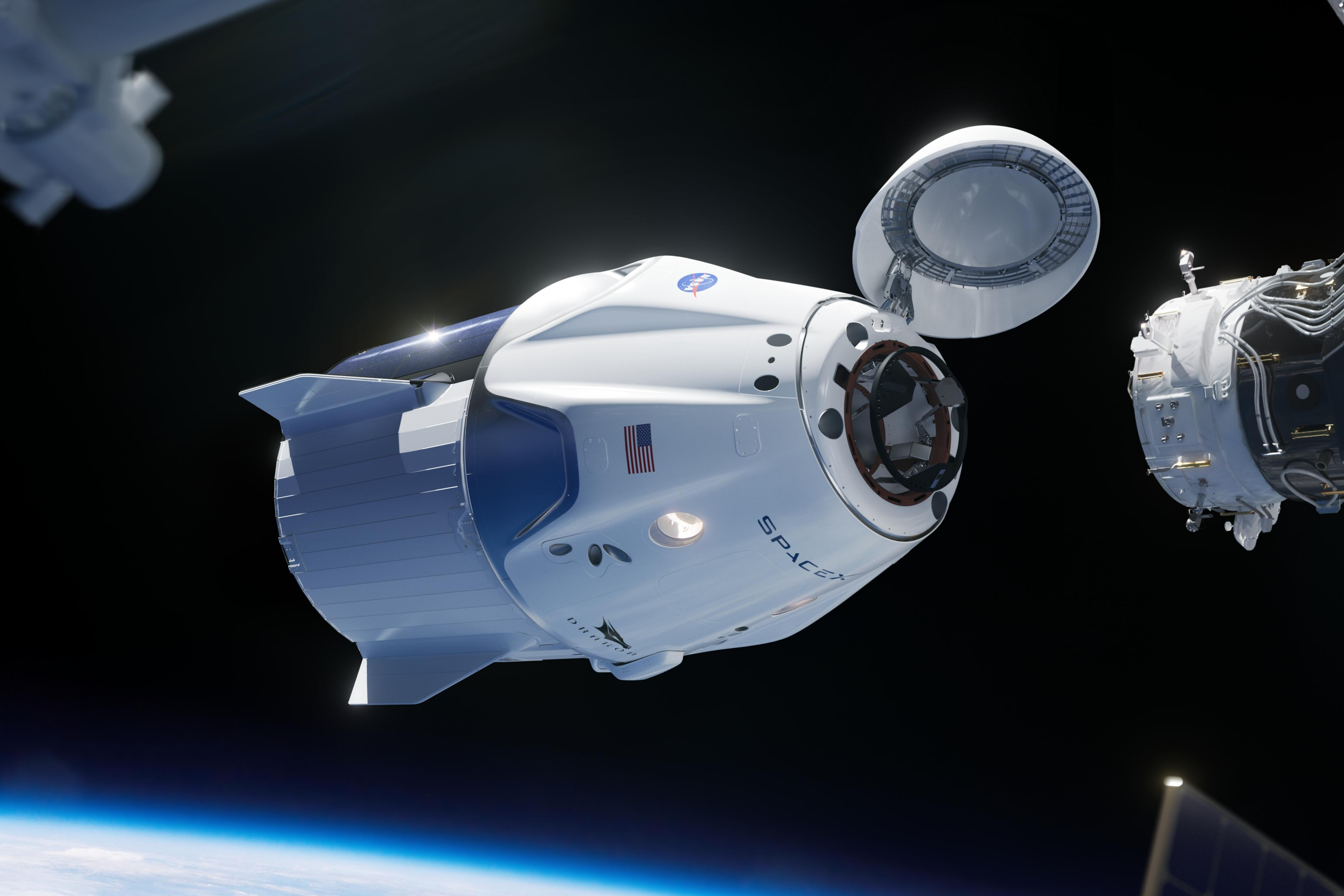
Capsule Crew Dragon de la mission 1, pilotée automatiquement sans équipage. Elle s’apprête à s’arrimer à la Station spatiale internationale.

La Crew Dragon est une capsule moderne, la première à utiliser des commandes tactiles. Le premier vol d’essai avec équipage a eu lieu le 30 mai 2020, et le retour sur Terre fut un succès. La capsule est développée par une société privée, Space X, avec la collaboration de la NASA.
Elle a comme unique rôle de transporter les astronautes vers la Station spatiale internationale. Elle est lancée sur une Falcon 9, fusée également produite par Space X. C’est la première fois depuis neuf ans qu’une capsule spatiale américaine rejoint la Station spatiale internationale depuis l’arrêt en service des navettes spatiales américaines. La capsule peut transporter sept astronautes, comme la navette spatiale. 
Elle mesure 8,23 mètres de haut et 3,96 de large. Elle pèse environ 13 tonnes. La capsule peut être réutilisée, ce qui est financièrement avantageux. Elle possède comme particularité d’avoir les propulseurs de secours, nommés SuperDraco, sur les côtés de la capsule.